# Maciej Brzeski
Maciej Brzeski (ur. 1 sierpnia 1943 w Warszawie, zm. 30 listopada 1999 w Gdyni) – wiceprezydent Gdyni w latach 1990–1999, doktor nauk chemicznych, autor kilkunastu patentów z tej dziedziny.

## Życiorys
Ukończył studia na Wydziale Chemii Politechniki Gdańskiej. W 1984 obronił pracę doktorską na Politechnice Szczecińskiej (nt. technologii otrzymywania chityny i chitozanu z kryla antarktycznego).
W latach 1968–1970 pracował w Mazowieckich Zakładach Tłuszczowych „Pollena”. Następnie asystent w Morskim Instytucie Rybackim w Gdyni (1970–1975), główny inżynier w Zakładzie Doświadczalnym Ośrodka Badań Rybołówstwa Dalekomorskiego (tzw. „Białko”) w Gdyni (1975–1980), adiunkt w MIR-ze (1980–1990), ekspert zewnętrzny MIR-u (1990–1995). Autor kilkunastu patentów (kilku wdrożonych).
Od 1980 w strukturach zakładowych NSZZ „Solidarność”. Członek Komitetu Obywatelskiego „Solidarność” od 1989.
Wiceprezydent Gdyni w latach 1990–1999. Odpowiedzialny za rozwój miasta, budowę strategii rozwoju, politykę gospodarczą, planowanie urbanistyczne, architekturę i nadzór budowlany, promocję miasta i współpracę z zagranicą, sprawy gospodarki morskiej, współpracę z firmami gdyńskimi, projekty i programy rozwojowe.
Założyciel i pierwszy prezes Stowarzyszenia Miast Autostrady Bursztynowej.
Zmarł nagle w wieku 56 lat. Jego grób znajduje się na cmentarzu w Gdyni Orłowie.

## Upamiętnienie
30 listopada 2001 połączenie ulic Stryjskiej, Łużyckiej, Małokackiej i Lotników w Gdyni otrzymało nazwę Węzła Macieja Brzeskiego.